# Église Saint-Hilaire de Berry-au-Bac
L'église Saint-Hilaire de Berry-au-Bac est une église située à Berry-au-Bac, en France.

## Localisation
L'église est située sur la commune de Berry-au-Bac, dans le département de l'Aisne.

## Historique
L'édifice a subi de très graves dommages durant la Première Guerre mondiale [2] et [3].
Reconstruit entre 1932 et 1934, il a de nouveau été endommagé lors du second conflit mondial [3].
Elle est inscrite à l'Inventaire général du patrimoine culturel.